# Lista odcinków serialu Miasteczko Point Pleasant
Lista odcinków amerykańskiego serialu Miasteczko Point Pleasant (ang. Point Pleasant).

## Serie
| Seria | Seria | Liczba odcinków | Czas emisji                             |
| ----- | ----- | --------------- | --------------------------------------- |
|       | 1     | 13              | 19 stycznia 2005 – 25 października 2005 |

## Seria 1
| Nr | Tytuł                                 | Premiera (FOX)       | Premiera w Polsce (TV4) |
| -- | ------------------------------------- | -------------------- | ----------------------- |
| 1  | Pilot                                 | 19 stycznia 2005     | 17 listopada 2006       |
| 2  | Human Nature                          | 20 stycznia 2005     | 24 listopada 2006       |
| 3  | Who’s Your Daddy?                     | 27 stycznia 2005     | 1 grudnia 2006          |
| 4  | The Lonely Hunter                     | 3 lutego 2005        | 8 grudnia 2006          |
| 5  | Last Dance                            | 10 lutego 2005       | 15 grudnia 2006         |
| 6  | Secrets and Lies                      | 17 lutego 2005       | 22 grudnia 2006         |
| 7  | Unraveling                            | 10 marca 2005        | 29 grudnia 2006         |
| 8  | Swimming With Boyd                    | 17 marca 2005        | 5 stycznia 2007         |
| 9  | Waking the Dead                       | 19 czerwca 2005      | 12 stycznia 2007        |
| 10 | Hell Hath No Fury Like a Woman Choked | 26 czerwca 2005      | 19 stycznia 2007        |
| 11 | Missing (When the Cat’s Away)         | 3 lipca 2005         | 26 stycznia 2007        |
| 12 | Mother’s Day                          | 25 października 2005 | 2 lutego 2007           |
| 13 | Let the War Commence                  | 25 października 2005 | 9 lutego 2007           |